# Легенда о героях: Следы холодной стали - Северная война
Легенда о героях: Следы холодной стали — Северная война (яп. The Legend of Heroes 閃の軌跡 Northern War =The Legend of Heroes: Sen no Kiseki Northern War), англ. The Legend of Heroes: Trails of Cold Steel – Northern War — японский телесериал аниме, основанный на серии видеоигр Trails японской компании Nihon Falcom. Сериал снят компанией Tatsunoko Production, премьера назначена на 6 января 2023 года Для англоязычного рынка сериал лицензирован компанией Crunchyroll.

## Предпосылки
Легенда о героях: Тропы холодной стали — Северная война рассказывает о Северной войне между Эребонией и Северной Амбрией, которая шла в промежутке между сюжетами видеоигр Trails of Cold Steel II и The Legend of Heroes: Trails of Cold Steel III.

## Сюжет
В сериале рассказывается о Лавиан Уинслет (англ. Lavian Winslet), девушке из Северной Амбрии, бедной страны на северо-западе Земурийского континента. Она записывается в Северные егеря, крупнейший корпус наемников в Земурии, чтобы защитить свой родной город, в отличие от своего деда Влада, отрекшегося героя, который предал их страну. Перед началом аниме Лавиан собирает взвод с Мартином С. Робинсоном, Изерией Фрост и Талионом Дрейком, и они отправляются с секретной миссией в Эребонию, империалистическую страну на юге, чтобы собрать информацию об «Имперском герое», чье существование представляет угрозу для их страны.

## Персонажи
- Лавиан Уинслет (яп. ラヴィアン・ウィンスレット Ravian Winsuretto) — Макото Коичи[англ.][3].
- Мартин С. Робинсон (яп. マーティン・S・ロビンソン Mātin S. Robinson) — Юичи Накамура[3].
- Изерия Фрост (яп. イセリア・フロスト Iseria Furosuto) — Сара Эми Бридкатт[англ.][3] .
- Талион Дрейк (яп. タリオン・ドレイク Tarion Doreiku) — Юки Оно[3].
- Гларк Громмаш (яп. グラーク・グロマッシュ Gurāku Guromasshu) — Харухико Дзё[англ.][4].
- Джейна Сторм (яп. ジェイナ・ストーム Jeina Sutōmu) — Миэ Сонодзаки[англ.][4].
- Роган Мугарт (яп. ローガン・ムガート Rōgan Mugāto) — Такаюки Кондо[англ.][4].
- Рин Шворцер (яп. リィン・シュバルツァー Rin Shubarutsā) — Коки Учияма[3].
- Божественный рыцарь — разумный мех Рина (эта машина существует в сериале в семи экземплярах).
- Алтина Ораион (яп. アルティナ・オライオン Arutina Oraion) — Инори Минасе[3].
- Ибано (яп. イバーノ Ibāno) — Дзюн Фукусима[англ.][4].
- Так (яп. タック Takku) — Рюити Кидзима[англ.][4].
- Валимар (яп. ヴァーマール, Варимару)[8]

## Развитие
Основанную на сюжете аниме игру для мобильных платформ разрабатывает компания UserJoy Technology, которая планирует выпустить игру в 2023 году.

### Трейлеры
1. 『The Legend of Heroes 閃の軌跡 Northern War』第一弾PV
2. TVアニメ『The Legend of Heroes 閃の軌跡 Northern War』第二弾PV